# Sempione (dê)
Sempione là một giống dê hiếm trong nước Ý, đến từ vùng núi Piemonte ở phía tây bắc Italy và vùng lân cận của Simplon ở bang Valais ở Thụy Sĩ; Sempione là tên tiếng Ý cho Simplon. Giống dê Sempione cũng được ghi lại trong các bức ảnh từ đầu thế kỷ XX, nhưng hiện nay được cho là gần như tuyệt chủng, và đã từng bị coi là tuyệt chủng. Các ví dụ được ghi nhận tại Saliceto di Cravagliana ở tỉnh Vercelli vào năm 1983, và một số khác đã được xác định ở tỉnh Verbano-Cusio-Ossola, đặc biệt là ở Val Divedro và thượng đế Ossola.
Nguồn gốc của loài Sempione không rõ ràng; nó có thể liên quan đến giống Vallesana hoặc đến Alpina Comune. Các nghiên cứu di truyền để xác nhận hoặc bác bỏ những giả thuyết này chưa được thực hiện.
Loài này không được công nhận ở Thụy Sĩ; tổ chức của Thụy Sĩ ProSpecieRara đã đăng ký tất cả thành viên có thể nhận dạng của giống dê này ở Thụy Sĩ và Đức vào năm 2013. Tại Ý, Sempione là một trong bốn mươi ba giống dê nội địa Ý có phân bố hạn chế trong đó một cuốn sách được lưu giữ bởi Associazione Nazionale della Pastorizia, hiệp hội quốc gia về cừu và dê giống của nước này. Nó được liệt kê là cực kỳ nguy cấp bởi FAO năm 2007. Vào cuối năm 2013, tổng số cá thể loài này đã đăng ký được báo cáo là 4 và 25